# Watch Stone
De Watch Stone, ook gespeld als Watchstone, is een staande steen oftewel menhir uit het neolithicum, staande tussen het Loch of Stenness en het Loch of Harray op Mainland, een van de Schotse Orkney-eilanden. De megaliet maakt deel uit van het werelderfgoed Heart of Neolithic Orkney.

## Naamgeving
Vermoedelijk is de naam Watch Stone (waaksteen) een verbastering van het Oudnoorse Vatnstein, dat steen bij het meer betekent.

## Situering
De Watch Stone staat aan de zuidzijde van het stuk land genaamd Brig o' Brodgar, dat het Loch of Stenness scheidt van het Loch of Harray. De steen staat aan de westzijde van de weg. Zo'n 170 meter naar het zuidzuidoosten bevinden zich de Stones of Stenness. Ten noorden van de steen ligt de Ring of Brodgar.

## Beschrijving
De Watch Stone is een rechthoekige steen van 5,6 meter hoog, 1,5 meter breed en 40 centimeter dik. De Watch Stone is de hoogste monoliet in dit gebied. De basis is voorzien van modern metselwerk ter versteviging. De voor- en achterzijde van de steen zijn gericht op het oosten en het westen.
In 1929 werd de stomp van een tweede monoliet gevonden 12,8 meter ten zuidzuidwesten van de Watch Stone. Deze stomp is verwijderd, maar de holte in de rots waarin de steen was geplaatst is nog aanwezig. De stomp was 91 centimeter hoog, 1,45 meter breed en 13 centimeter dik. Deze steen was uitgelijnd op de lijn noordoost-zuidwest en maakte een stompe hoek met de Watch Stone. Als het niveau van het meer in de prehistorie lager was, dan zouden de twee stenen mogelijk het zuidoostelijke deel van een steencirkel kunnen hebben gevormd.
Het is echter ook mogelijk dat de Watch Stone, samen met een aantal andere stenen zoals de Comet Stone en de in 1814 vernietigde Odin Stone onderdeel waren van een avenue tussen de Ring of Brodgar en de Stones of Stenness. Sinds de ontdekking in 1929 van een tweede steen bij de Watch Stone en eveneens bij de Odin Stone is er een andere theorie die stelt dat er sprake was van een serie portalen of symbolische doorgangen die de twee steencirkels verbond. Dit zou dan vergelijkbaar zijn met de situatie tussen Stonehenge en Avebury.

## Folklore
Het verhaal gaat dat de Watch Stone een in steen veranderde reus is, die in de Nieuwjaarsnacht zijn hoofd buigt naar het meer om te drinken. Het verhaal gaat ook dat het niet mogelijk is om deze steen te zien bewegen, omdat iedereen die zich voorneemt om te gaan kijken, daar op de een of andere manier van wordt afgebracht.